# Parc national Yaguas
Le parc national Yaguas est une zone protégée au nord-est du Pérou. Il est placé dans l'arrondisement de Putumayo dans la province de Maynas et dans les arrondisements de Pebas, San Pablo et Ramón Castillo dans la province de Mariscal Ramón Castille, département de Loreto,,,,.
Il mesure 868 927 hectares, soit 8 689,27 km2.
Cette réserve fut créée par la résolution ministérielle no 161-2011-MINAM du 26 juillet 2011.
Le 10 janvier 2018, elle est classée parc national par décret suprême,,,. Le 19 avril 2021, le premier plan directeur 2021 - 2025 du parc est approuvé par la résolution présidentielle no 085-2021-SERNANP,.

## Flore et faune
Le PN de Yaguas est un paradis pour la recherche scientifique, car ces dernières années, de nouvelles espèces ont été découvertes : des achtynoptérigiens des genres Ituglanis, Centromochlus, Mastiglanis, Batrochoglanis, Ancistrus, Ammocryptocharax, Characidium et Synbranchus ; 3 espèces d'amphibiens et une espèce d'oiseaux du genre Herpsilochmus qui n'ont pas encore été décrites.
Il protège et conserve également officiellement des espèces menacées, telles que la loutre géante, le fourmilier, le singe hurleur commun, le caïman, la tortue motelo, entre autres.
En ce qui concerne sa flore : neuf espèces nouvelles ont été répertoriées, dans les genres : Aphelandra (Acanthaceae), Calathea (Marantaceae), Carpotroche (Achariaceae), Mayna (Achariaceae), Cyclanthus (Cyclanthaceae), Pausandra (Euphorbiaceae) et Palmorchis (Orchidaceae) ; ainsi que des populations saines d'importantes espèces de bois d'œuvre telles que le tornillo, le marupá, le catahua, le pashaca, le lupuna, entre autres.
Au total, le parc national compte environ 600 espèces d'oiseaux, 150 espèces de mammifères, 110 espèces d'amphibiens et 100 espèces de reptiles. En plus des espèces susmentionnées, on y observe aussi : le lagotriche commun, le tapir, le lamantin d'Amazonie, le dauphin d'Amazonie et la tortue charbonnière à pattes jaunes.

## Galerie

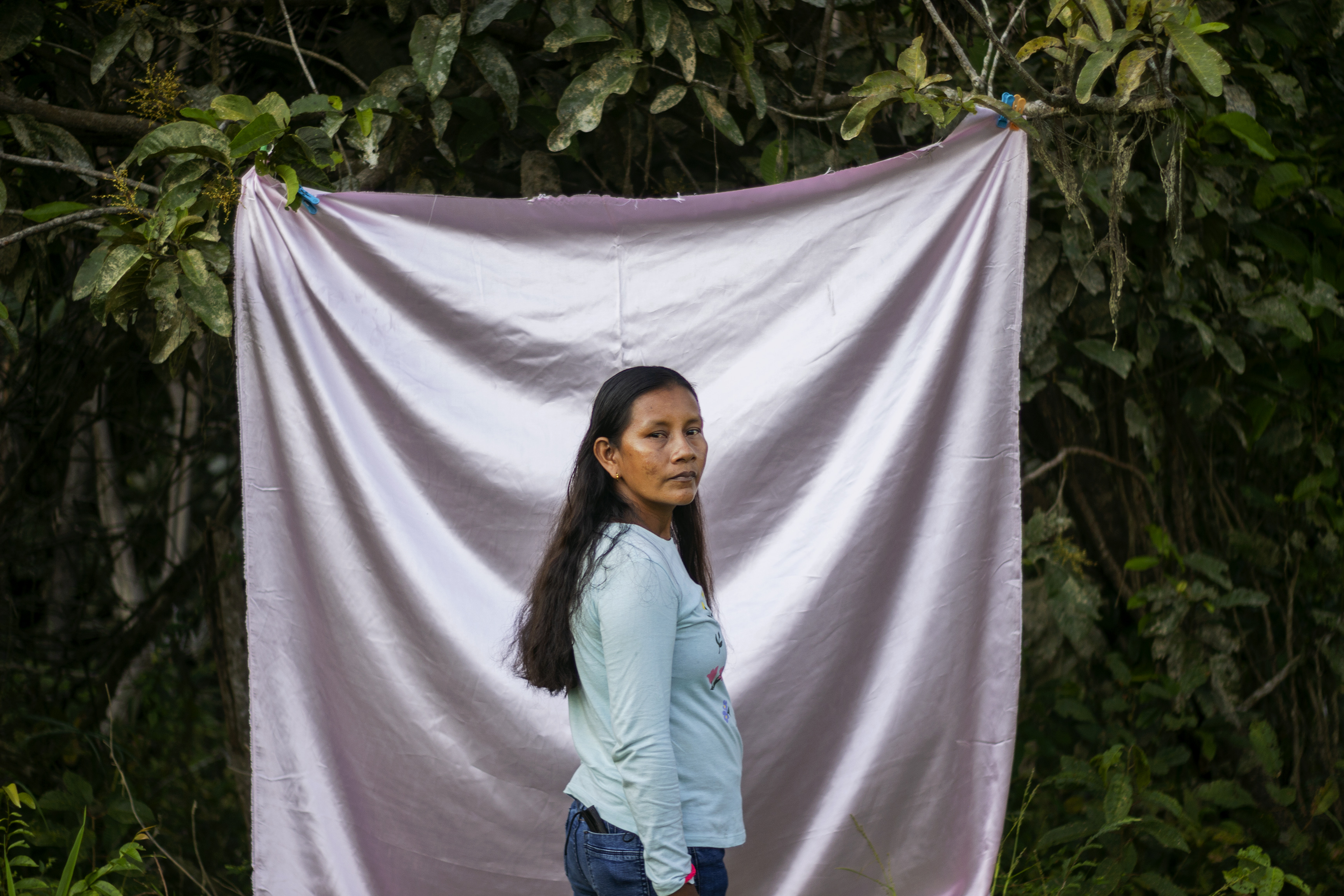
Liz Chicaje Churay, meneuse et défenseuse de l'environnement de la ville de Bora de Pucarquillo, Loreto, au Pérou. Elle remporte le prix Goldman 2021 pour la promotion du parc national Yaguas.
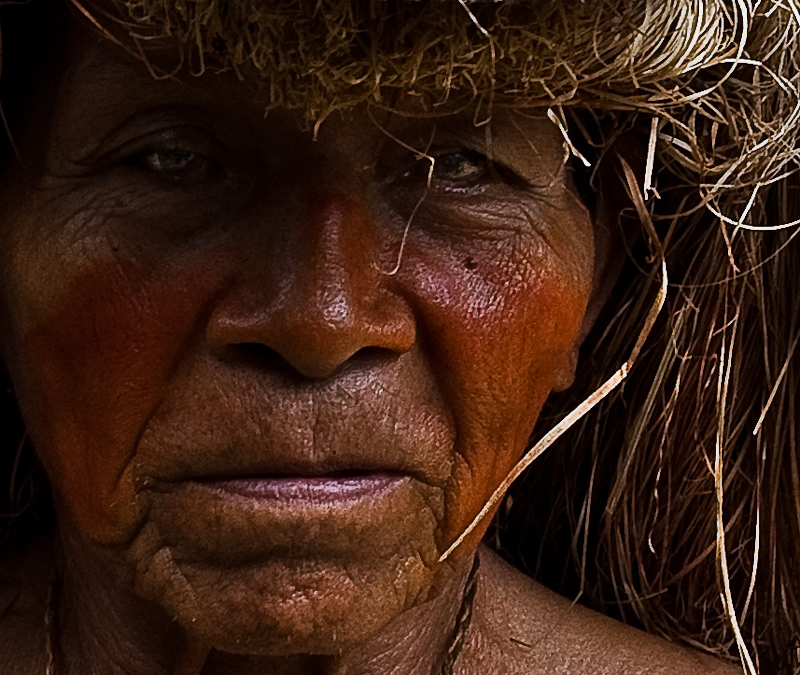
Un amérindien Yagua.
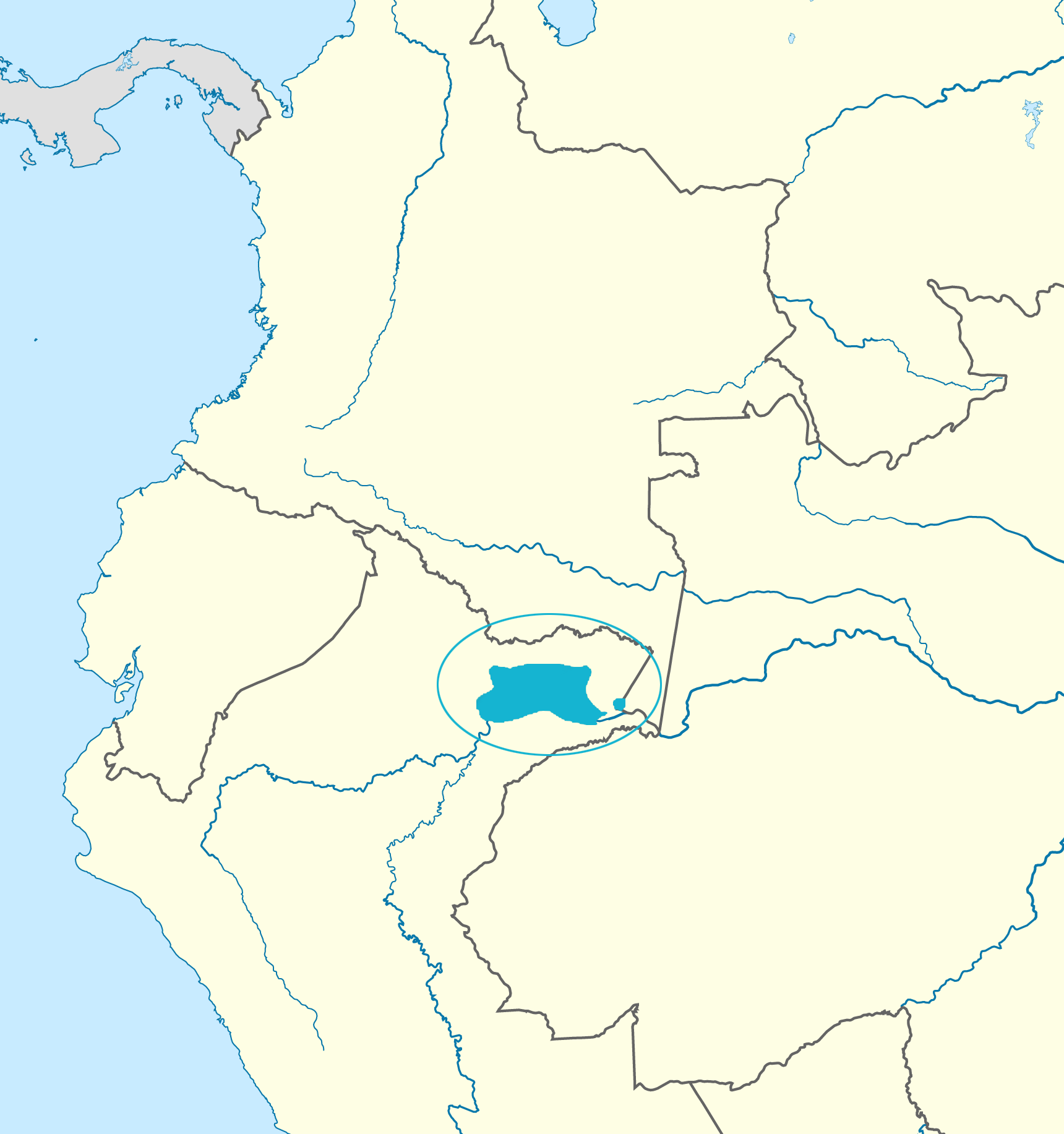
Zone de pratique du Yagua, au sud du Parc national.